# Aqua Timez still connected tour '09
『Aqua Timez still connected tour '09』（アクアタイムズ・スティル・コネクティッド・ツアー）はAqua Timez初のライブDVD。2009年12月23日発売。発売元はエピックレコードジャパン。

## 解説
2009年3月から行われ、追加公演を含め約6万人を動員した全国ライブツアー「Aqua Timez still connected tour '09」のツアーファイナルとなる5月28日のNHKホールでの公演の模様を完全収録。
特典映像としてメイキング映像のほか、シークレット映像も収録されている。(Aqua Timezの携帯向けファンクラブteam AQUA2009年12月22日付インフォメーション参照)

## 収録曲
1. 虹
2. 上昇気流
3. 別れの詩 -still connected-
4. きらきら ~original ver.~
5. 等身大のラブソング
6. One
7. 未成年
8. ひとつだけ
9. 千の夜をこえて
10. 奏であい
11. 静かな恋の物語
12. 決意の朝に
13. 白昼夢 〜interlude〜
14. Velonica
15. massigura
16. この星に
17. STAY GOLD
18. 自転車
19. うたい去りし花